# 野村秀雄
野村 秀雄（のむら ひでお、1888年1月8日 - 1964年6月20日）は、日本のジャーナリスト、放送経営者。朝日新聞社代表取締役、熊本日日新聞社社長、第8代日本放送協会（NHK）会長を歴任。広島県双三郡原村（現・三次市十日市町）出身。　

## 来歴・人物
旧制三次中学校（現・広島県立三次高等学校）を経て1911年、早稲田大学専門部法律学校卒業。立憲政友会の機関誌中央新聞に就職、続いて徳富蘇峰社長の國民新聞に移った。ここで原敬の信頼を得て政治記者として大成の道を歩む。1920年朝日新聞社入社。38歳で政治部部長となり取材体制の近代化、政治記事の刷新を行い、記憶力のよさと行動的取材力で「夜討ち朝駆け」の記者像をつくったと言われる。
1927年ジュネーブ海軍軍縮会議に特派員として渡欧。論説委員、経済・東亜部長を歴任し1940年取締役編集局長。戦時中にジャワ新聞社長に就任した。
1945年10月、終戦時の役員総辞職で、朝日新聞社代表取締役として事後処理に当たり、5ヶ月後の翌年1946年退任。1948年から約3年間、熊本日日新聞社社長。1949年夏、東京で進駐軍のジープに轢かれ重傷を負う。その後電波監理審議会会長、国家公安委員、地方制度審議会副会長、中央行政監察委員、第5次選挙制度審議会委員などの要職を務めた。
1958年、第8代NHK会長に就任し1960年10月まで務めた。
1960年、岸信介内閣による日米安全保障条約の改定を巡る安保闘争で世情は騒然。この時「NHKの安保を巡る番組内容が左偏向だ」と会長室に抗議に来た10人の自民党議員を相手に、啖呵を切って追い返すなど「アカだ」と非難する圧力に抵抗した。
一方テレビ誕生からわずか7年のこの時代、「議会制民主主義を守ろう」という政治キャンペーンを行い、政治番組を増やし国民の政治への関心を高めた。またこの年発生した「雅樹ちゃん誘拐殺人事件」や「浅沼稲次郎暗殺事件」で、残酷場面を繰り返し放送したという批判に対し、テレビが人命軽視の風潮を助長することを恐れ、番組から暴力場面の一掃を行った。
負の遺産としては郵政官僚のNHKへの天下りを戦後、復活させたことがある。小野吉郎はこのとき専務理事としてNHK入りした。
1961年、第1次選挙制度審議会会長、藍綬褒章。1964年、日本新聞文化賞、第1回生存者叙勲で勲一等瑞宝章授与。同年6月20日、急性骨髄性白血病で死去。76歳だった。「政治部記者だよ」が口癖で、生涯を通じ官界、政界に籍を置くこと無く野党精神を貫いた。

## 著書
- 『政党の話』（第二朝日常識講座, 第5巻）朝日新聞社、1930年
- 『明治大正史 第6巻 政治篇』朝日新聞社、1931年、編著